# Hipolit Skimborowicz

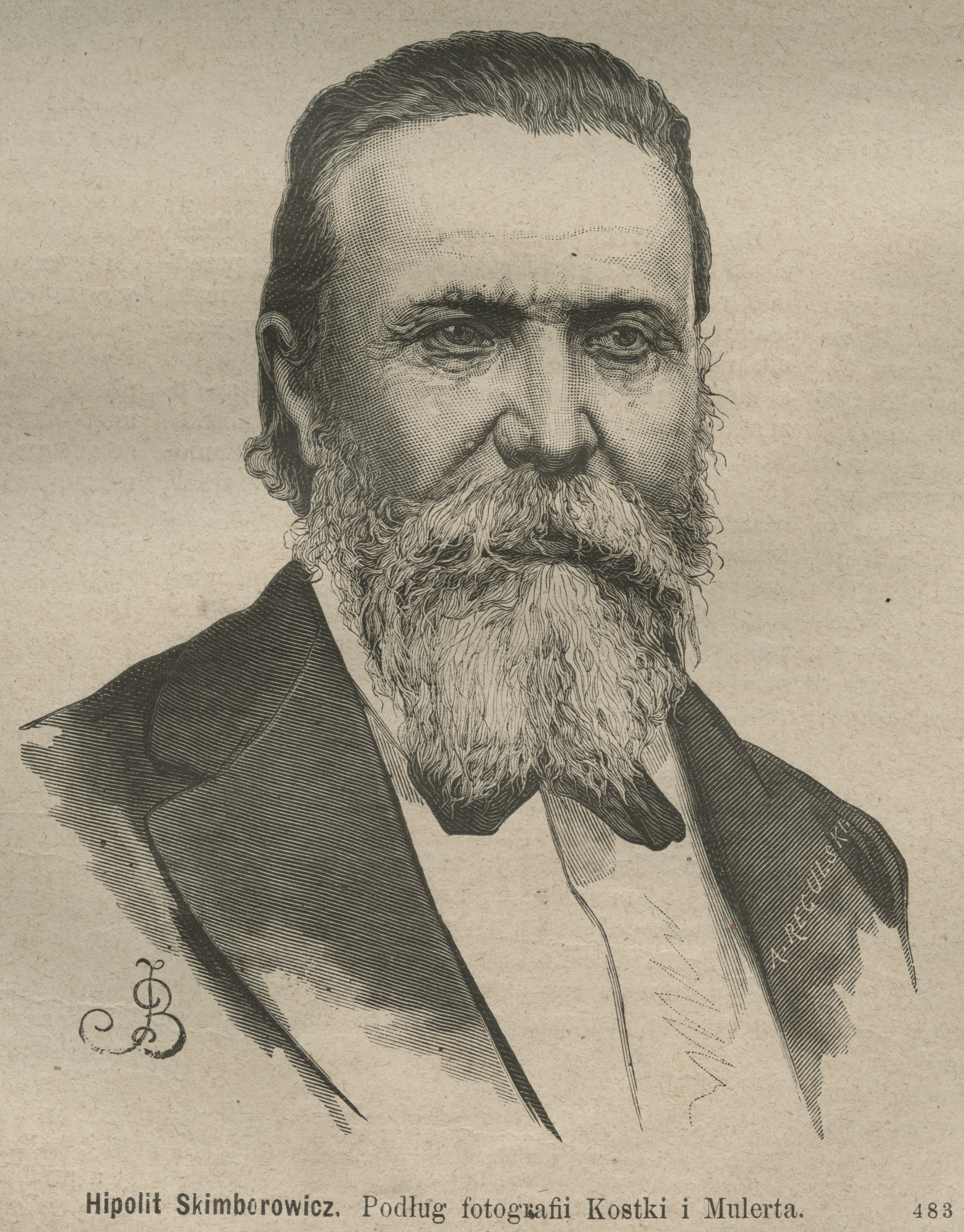

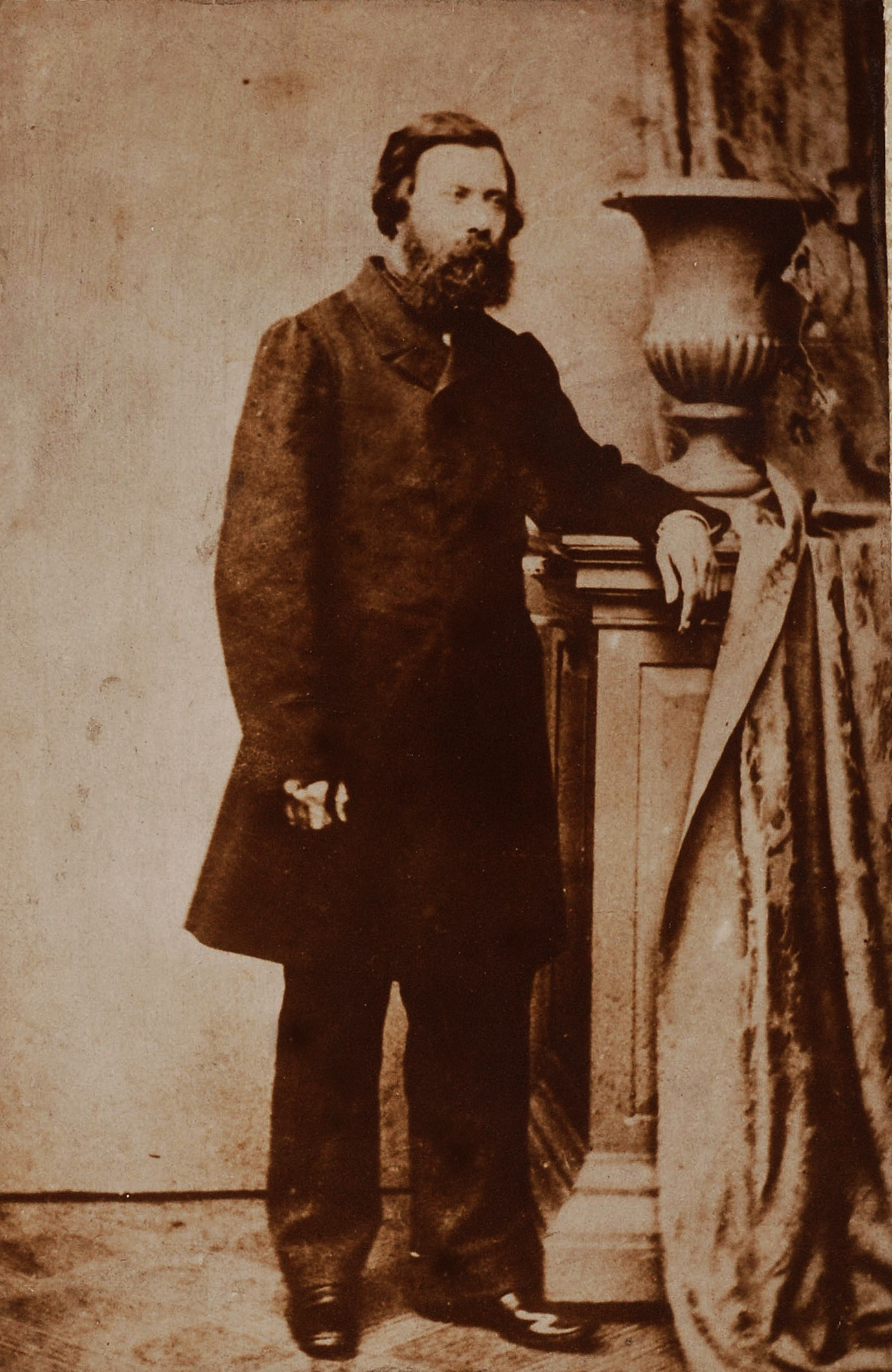
Hipolit Skimborowicz

Hipolit Skimborowicz (* 1815 in Schytomyr, Gouvernement Wolhynien; † 30. Juli 1880 in Warschau, Kongresspolen) war ein polnischer Schriftsteller, Journalist und Verleger.
Der Sohn eines Lehrers besuchte das Gymnasium in Kremenez. Er kam 1838 nach Warschau, wo er sich bald als Herausgeber und Journalist etablierte. Er gab die Zeitschrift Gazeta Poranna heraus und arbeitete für den Przegląd Warszawski und den Przegląd Naukowy. Mit seiner Frau unterhielt er einen literarischen Salon, in dem Warschauer Künstler, darunter Narcyza Żmichowska verkehrte.
Wegen des Verdachts, Kontakte zu Verschwörern zu unterhalten, wurde Skimborowicz 1846 verhaftet, jedoch aus Mangel an Beweisen unter Polizeiaufsicht wieder freigelassen. 1848 kam er – und diesmal auch seine Frau – erneut in Haft. Nach langen Untersuchungen sollten beide 1850 nach Sibirien verbannt werden. Letztlich wurde er zu zwei Jahren Haft in der Festung Zamość verurteilt, während seine Frau unter Polizeiaufsicht in Kiew gestellt wurde. Später durften beide nach Schytomyr gehen.
Nach seiner Rückkehr nach Warschau war Skimborowicz von 1863 bis 1873 zunächst Sekretär, dann Kustos der Hauptbibliothek in Warschau. Danach war er Lehrer am IV. Gymnasium in Warschau, zuletzt Bibliothekar der Potockis in Wilanów.

## Quelle
- Muzeum Niepodleglosci w Warszawe - Hipolit Skimborowicz

| Personendaten    | Personendaten                                             |
| ---------------- | --------------------------------------------------------- |
| NAME             | Skimborowicz, Hipolit                                     |
| KURZBESCHREIBUNG | polnischer Schriftsteller, Journalist und Herausgeber     |
| GEBURTSDATUM     | 1815                                                      |
| GEBURTSORT       | Schytomyr, Gouvernement Wolhynien, Russisches Kaiserreich |
| STERBEDATUM      | 30. Juli 1880                                             |
| STERBEORT        | Warschau, Kongresspolen, Russisches Kaiserreich           |